# ОШ Георги Димитров Босилеград
ОШ „Георги Димитров” у Босилеграду, једина је установа основног образовања на територији општине Босилеград.
Школа носи име по Георгију Димитрову, бугарском политичару и једном од вођа међународног комунистичког покрета.
Настава се одвија на српском и бугарском језику. Страни језици који се уче у школи су руски и енглески језик. Настава се одвија у преподневној смени.